# The Magician's Private Library
The Magician's Private Library je druhé studiové album americké zpěvačky-skladatelky Holly Mirandy, které vyšlo 23. února 2010 prostřednictvím amerického labelu XL Recordings. Producenty alba byli Dave Sitek z kapely TV on the Radio a Katrina Ford z kapely Celebration.

## Pozadí
Během koncertu v New Yorku s kapelou The Jealous Girlfriends v roce 2007 se Holly Miranda rozhodla, že vydá své sólové album s pomocí jejího přítele Davida Siteka (z kapely TV on the Radio). Album The Magician's Private Library bylo nahráno v roce 2008. Mirandino vydavatelství, Chrysalis Music, album financovalo, ale samotné album nebylo až do roku 2010, kdy Miranda podepsala smlouvu s XL Recordings, vydáno.
Mirandin dědeček popisoval, že album The Dark Side of the Moon zní jako Magician's Private Library, tedy „kouzelníkova soukromá knihovna“ - odtud pochází název alba.
Skladba „Sleep on Fire“ byla inspirována Hollyiným kamarádem, který, když spal ve své posteli, tak se dolní část jeho bytu ocitla v plamenech. Později, když byl z hořícího bytu zachráněn a požár uhašen, bylo zjištěno, že jediná část jeho bytu, která shořela byla podlaha pod jeho postelí.

## Kompozice
Album bylo hudebně ovlivněno zpěvačkou Ninou Simone a dream popovými ikonami Cocteau Twins a Mazzy Star.
Skladby na albu The Magician's Private Library jsou lyricky adresovány spánku a snění. Miranda to vysvětlila v interview s About.com,

„Většinou, když skládám, píšu je sama sobě, snažím se pomoci si, dostat se z něčeho, nebo něco vyřešit, porozumět něčemu. Snad je tento pocit něco, co mohu s lidmi sdílet. Hodně těchto písní je o snech a kontrastu mezi sněním a realitou; postupně odhaluji rozdíl mezi těmito dvěma světy a uvědomuji si to, že žít ve snech může být nebezpečné a také to, že přítomnost je jediné, co máme.“

## Přijetí kritikou
„The Magician's Private Library“ obdrželo ve skrze přivětivá hodnocení. Na stránkách Metacritic si udrželo skóre 68/100. Andrew Laehey z Allmusic řekl,: „Výsledkem jsou pocity střídavě přízračné, sexy a temné, ale pokaždé dojímavé.“ Podobně album zhodnotil Mark Perlaki z Gigwise.com „bujné, éterické a atmosféricky řinčivé.“ David Renshaw z Drowned in Sound naopak napsal, že: „Holly Miranda dělá pěknou hudbu, občas velmi pěknou, ale neříká nic reálného. Emočně to nevede nikam.“
Mnoho hodnocení se zaměřila na roli Davida Siteka jako producenta. Ben Schumer z PopMatters napsal: „zdá se, že si přinesl hodně té 'medicíny proti kašli/Tinkerbell', když spolupracoval se Scarlett Johansson. Holly, zdá se, je velmi unešená ze svého spolupracovníka.“ Schumer také poznamenal, že album je velmi podobné deskám kapely TV on the Radio. Naopak David Renshaw z Drowned in Sound napsal: „Sitekova produkční práce je skrz-naskrz velmi působivá a ukazuje málo viditelnou stránku jeho techniky.“
Verbicide Magazine umístil album na 33. místo seznamu Top 50 alb roku 2010.

## Singly
- „Forest Green, Oh Forest Green“ byl vydán jako hlavní singl alba 9. listopadu 2009 v Anglii a 17. listopadu v USA.[21][22] Na B-stranu singlu umístila Miranda cover písně „Nobody Sees Me Like You Do“ od Yoko Ono
- „Waves“ byl vydán 26. dubna 2010 jako druhý singl z alba.[23] Singl obdržel mnoho pozitivních reakcí na jeho produkci a zpěv.[24] 24. března 2010 nabídl New York Post bezplatné stažení singlu na svých stránkách.[25]

## Propagace
V rámci propagace alba The Magician's Private Library vydala Holly Miranda 9. června 2009 limitovanou edici EP s názvem Sleep on Fire. Celkově bylo vyrobeno pouhých tisíc kopií. Miranda také vydala EP nazvané Choose to See, které obsahuje covery písně „Nobody Sees Me Like You Do“ od Yoko Ono, „Glass, Concrete and Stone“ od Davida Byrne, „The Promise“ od kapely When in Rome, „God Damn the Sun“ od skupiny Swans a konečně „Ex-Factor“ zpěvačky Lauryn Hill, které bylo přibaleno k albu The Magician's Private Library v obchodech Rough Trade.
Holly Miranda vyjela na americké turné jako předskokanka indie-rockového dua Tegan and Sara. Předskakovala také na Xx turné kapely The xx a Lungs turné skupiny Florence and the Machine.
Skladba „No One Just Is“ byla použita v seriálu stanice The CW Super drbna (epizoda Dr. Estrangeloved).

## Seznam skladeb
Všechny skladby napsal(i) Holly Miranda, krom vyznačených. 
| Pořadí         | Název                         | Délka |
| -------------- | ----------------------------- | ----- |
| 1.             | Forest Green, Oh Forest Green | 2:53  |
| 2.             | Joints                        | 5:58  |
| 3.             | Waves                         | 5:05  |
| 4.             | No One Just Is                | 3:28  |
| 5.             | Slow Burn Treason             | 5:57  |
| 6.             | Sweet Dreams                  | 3:57  |
| 7.             | Everytime I Go to Sleep       | 4:07  |
| 8.             | High Tide                     | 4:24  |
| 9.             | Canvas                        | 2:36  |
| 10.            | Sleep on Fire                 | 4:03  |
| Celková délka: | Celková délka:                | 42:28 |

| iTunes bonusová skladba | iTunes bonusová skladba | iTunes bonusová skladba |
| Pořadí                  | Název                   | Délka                   |
| ----------------------- | ----------------------- | ----------------------- |
| 11.                     | Singular Acceptance     | 6:11                    |

## Obsazení
- Eric Biondo - trubka
- Stuart D. Bogie - trubka
- Jaleel Bunton - kytara, bubny, vokály
- Brendan Coon - skladatel, vokály
- Matt de Jong - design
- Sebastian Mlynarski - fotografie
- Steve Fallone - mastering
- David Hochbaum - ilustrace, obrázky
- Kyp Malone - vokály
- Holly Miranda - syntezátor, akustická kytara, elektrická kytara, hudební skladatelka, zpěv, rolničky, piano, varhany
- Chris Moore - inženýrství, mixing
- David Andrew Sitek - producent, varhany, basová kytara, programování, sampling, mixing, mellotron
- Zeph Sowers - mixing
- Sugar Rose - basa, perkuse, vokály, produkce
- Marques Toliver - housle, struny

## Hitparády
| Hitparáda (2010)                        | Nejvyšší pozice |
| --------------------------------------- | --------------- |
| Belgium Heatseekers (Ultratop Wallonia) | 15              |
| U.S. Billboard Top Heatseekers          | 40              |